# 21661 Ольгагермані
21661 Ольгагермані (21661 Olgagermani) — астероїд головного поясу, відкритий 1 вересня 1999 року.
Тіссеранів параметр щодо Юпітера — 3,503.